# Giro de Lombardía 2012
El Giro de Lombardía 2012, la 106.ª edición de esta clásica ciclista, se disputó el sábado 28 de septiembre de 2012, con un recorrido de 251 km entre Bérgamo y Lecco.
El ganador final fue Joaquim Rodríguez tras atacar en la última subida. Le acompañaron en el podio Samuel Sánchez y Rigoberto Urán, respectivamente; que fueron los más rápidos, o habilidosos debido a la intensa lluvia que cayó en los kilómetros finales, de un pequeño grupo perseguidor de una decena de corredores algunos de los cuales como Samuel Sánchez habían enlazado en la bajada.

## Equipos participantes
Participaron 25 equipos: los 18 de categoría UCI ProTour (al ser obligada su participación); más 7 de categoría Profesional Continental mediante invitación de la organización (Androni Giocattoli-Venezuela, Team Argos-Shimano, Acqua & Sapone, Colnago-CSF Inox, Colombia-Coldeportes, Farnese Vini-Selle Italia y Utensilnord Named). Formando así un pelotón de 199 corredores (cerca del límite de 200 establecido para carreras profesionales), con 8 ciclistas cada equipo (excepto el Sky que lo hizo con 7), de los que acabaron 54.
| ProTeams (18)- AG2R La Mondiale - Astana - BMC Racing Team - Euskaltel-Euskadi - FDJ-BigMat - Garmin-Sharp - Katusha Team - Lampre-ISD - Liquigas-Cannondale - Lotto-Belisol - Movistar Team - Omega Pharma-Quick Step - Orica-GreenEDGE - Rabobank - RadioShack-Nissan - Saxo Bank-Tinkoff Bank - Sky - Vacansoleil - DCM Equipos continentales profesionales (7)- Acqua & Sapone (wielerploeg) - Androni Giocattoli-Venezuela - Argos-Shimano - Colnago-CSF Inox - Colombia-Coldeportes - Farnese Vini-Selle Italia - Utensilnord Named |
| |

## Clasificación final
Las clasificaciones finalizaron de la siguiente forma:
| \| Clasificación general \| Clasificación general \| Clasificación general \| Clasificación general \| Clasificación general \| \| Ciclista \| Ciclista \| Equipo \| Tiempo \| \| \| --------------------- \| ---------------------- \| ---------------------------- \| --------------------- \| --------------------- \| \| 1.º \| Joaquim Rodríguez \| Katusha \| 6 h 36 min 27 s \| \| \| 2.º \| Samuel Sánchez \| Euskaltel-Euskadi \| + 9 s \| \| \| 3.º \| Rigoberto Urán \| Team Sky \| + 9 s \| \| \| 4.º \| Mauro Santambrogio \| BMC Racing Team \| + 9 s \| \| \| 5.º \| Sergio Luis Henao \| Team Sky \| + 9 s \| \| \| 6.º \| Ryder Hesjedal \| Garmin-Sharp \| + 9 s \| \| \| 7.º \| Bauke Mollema \| Rabobank \| + 9 s \| \| \| 8.º \| Oliver Zaugg \| RadioShack-Nissan \| + 9 s \| \| \| 9.º \| Alberto Contador \| Saxo Bank-Tinkoff Bank \| + 9 s \| \| \| 10.º \| Fredrik Kessiakoff \| Astana \| + 9 s \| \| \| 11.º \| Nairo Quintana \| Movistar Team \| + 9 s \| \| \| 12.º \| Franco Pellizotti \| Androni Giocattoli-Venezuela \| + 9 s \| \| \| 13.º \| Damiano Cunego \| Lampre-ISD \| + 35 s \| \| \| 14.º \| Aleksandr Kolobnev \| Katusha \| + 57 s \| \| \| 15.º \| Simon Clarke \| Orica-GreenEDGE \| + 57 s \| \| \| 16.º \| Daniel Martin \| Garmin-Sharp \| + 23 s \| \| \| 17.º \| Greg Van Avermaet \| BMC Racing Team \| + 25 s \| \| \| 18.º \| Jean-Christophe Péraud \| AG2R La Mondiale \| + 25 s \| \| \| 19.º \| Matteo Rabottini \| Farnese Vini-Selle Italia \| + 25 s \| \| \| 20.º \| Danilo Di Luca \| Acqua & Sapone \| + 25 s \| \| |                        |                              |                 |
| |                        |                              |                 |
| Fuente: ProCyclingStats |                        |                              |                 |
| Clasificación general |                        |                              |                 |
| Ciclista | Ciclista               | Equipo                       | Tiempo          |
| 1.º | Joaquim Rodríguez      | Katusha                      | 6 h 36 min 27 s |
| 2.º | Samuel Sánchez         | Euskaltel-Euskadi            | + 9 s           |
| 3.º | Rigoberto Urán         | Team Sky                     | + 9 s           |
| 4.º | Mauro Santambrogio     | BMC Racing Team              | + 9 s           |
| 5.º | Sergio Luis Henao      | Team Sky                     | + 9 s           |
| 6.º | Ryder Hesjedal         | Garmin-Sharp                 | + 9 s           |
| 7.º | Bauke Mollema          | Rabobank                     | + 9 s           |
| 8.º | Oliver Zaugg           | RadioShack-Nissan            | + 9 s           |
| 9.º | Alberto Contador       | Saxo Bank-Tinkoff Bank       | + 9 s           |
| 10.º | Fredrik Kessiakoff     | Astana                       | + 9 s           |
| 11.º | Nairo Quintana         | Movistar Team                | + 9 s           |
| 12.º | Franco Pellizotti      | Androni Giocattoli-Venezuela | + 9 s           |
| 13.º | Damiano Cunego         | Lampre-ISD                   | + 35 s          |
| 14.º | Aleksandr Kolobnev     | Katusha                      | + 57 s          |
| 15.º | Simon Clarke           | Orica-GreenEDGE              | + 57 s          |
| 16.º | Daniel Martin          | Garmin-Sharp                 | + 23 s          |
| 17.º | Greg Van Avermaet      | BMC Racing Team              | + 25 s          |
| 18.º | Jean-Christophe Péraud | AG2R La Mondiale             | + 25 s          |
| 19.º | Matteo Rabottini       | Farnese Vini-Selle Italia    | + 25 s          |
| 20.º | Danilo Di Luca         | Acqua & Sapone               | + 25 s          |